# Agrilus townsendi
Agrilus townsendi es una especie de insecto del género Agrilus, familia Buprestidae, orden Coleoptera.
Fue descrita científicamente por Fall in Fall & Cockerell, 1907.